# Парасоцький ліс
Парасо́цький ліс — ботанічна пам'ятка природи загальнодержавного значення в Україні. Розташована на правому березі річки Ворскли, поблизу села Михайлівки Диканського району Полтавської області, на території Диканського лісництва (квадрати 63, 64, 69, 70, 75). 
Площа 145 га. Статус із 1963 року (охороняється з 1923 року). Підпорядковується Полтавському лісгоспзагу. 
Охороняється унікальне урочище — природний лісовий масив із різноманітним тваринним і рослинним світом. У деревостані переважають дуб звичайний, липа серцелиста, граб звичайний, клен гостролистий, ясен звичайний, які утворюють мішані угруповання різного складу. Вік дерев 90—110 (подекуди до 200) років. Граб звичайний зростає тут на південно-східній межі свого ареалу. Зрідка трапляються поодинокі кущі ліщини та бруслини. 
Трав'яний покрив розріджений, плямистий. У ньому переважають звичайні види, характерні для широколистяних лісів. Більшість видів утворюють ніби острівці в лісі — зірочник лісовий, яглиця звичайна, маренка пахуча, копитняк європейський, переліска багаторічна, осока волосиста, подекуди чина весняна, вороняче око звичайне. Інші рослини поодиноко вкрапляються між куртинами домінантів. Це медунка темна, фіалка дивна, просянка розлога, зубниця бульбиста, купина багатоквіткова, шоломниця висока. Зрідка в урочищі зустрічається лісова орхідея — коручка чемерникоподібна. Трапляються лілія лісова, гніздівка звичайна, булатка великоквіткова, занесені до Червоної книги України. 
У Парасоцькому лісі серед трав'яного покриву зростає одна з найдавніших папоротей — гронянка півмісяцева (або ключ-трава), занесена до Червоної книги України. Урочище «Парасоцький ліс» — єдине місцезнаходження цієї рідкісної папороті на Полтавщині. 
Стовбури різних дерев, особливо на узліссях, де більша освітленість, прикрашають різнокольорові плями з листуватих і накипних лишайників (50 видів). Часто на корі дуба можна побачити маленькі відстовбурчені «кущики». Це лишайник евернія сливова, який в народі називають «дубовим мохом». 
Фауністичний комплекс нараховує близько 100 видів. Це 15 видів ссавців, серед яких лосі, плямисті олені, дикі свині, зайці, лисиці, борсуки,
єнотовидні собаки. Заходять інколи в Парасоцький ліс і вовки. Серед лісових птахів зустрічаються усі види, поширені в Україні, крім сов. У приворсклянських болотах гніздяться руда і біла чапля, чорний і білий лелека. 
Парасоцький ліс входить до складу Регіонального ландшафтного парку «Диканський». 

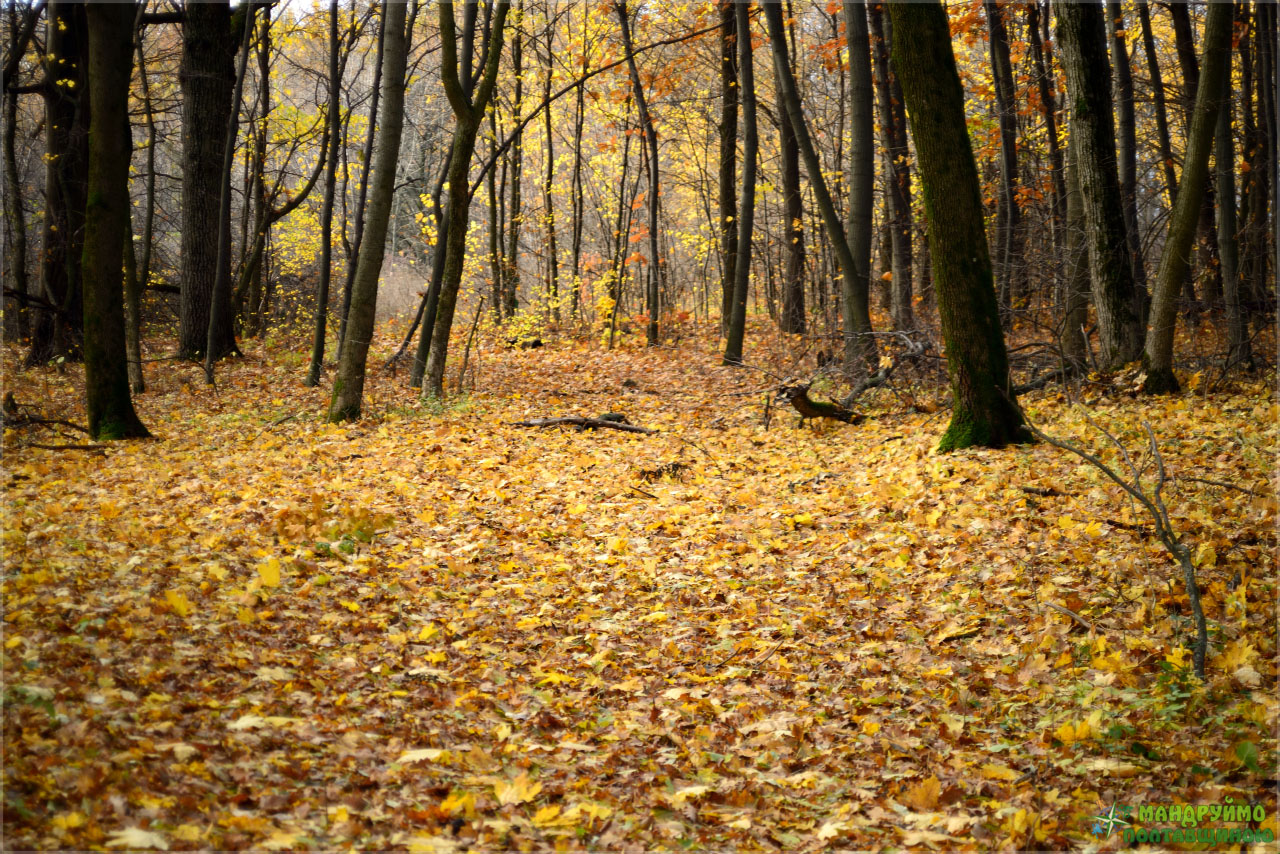
Панорама Парасоцького урочища

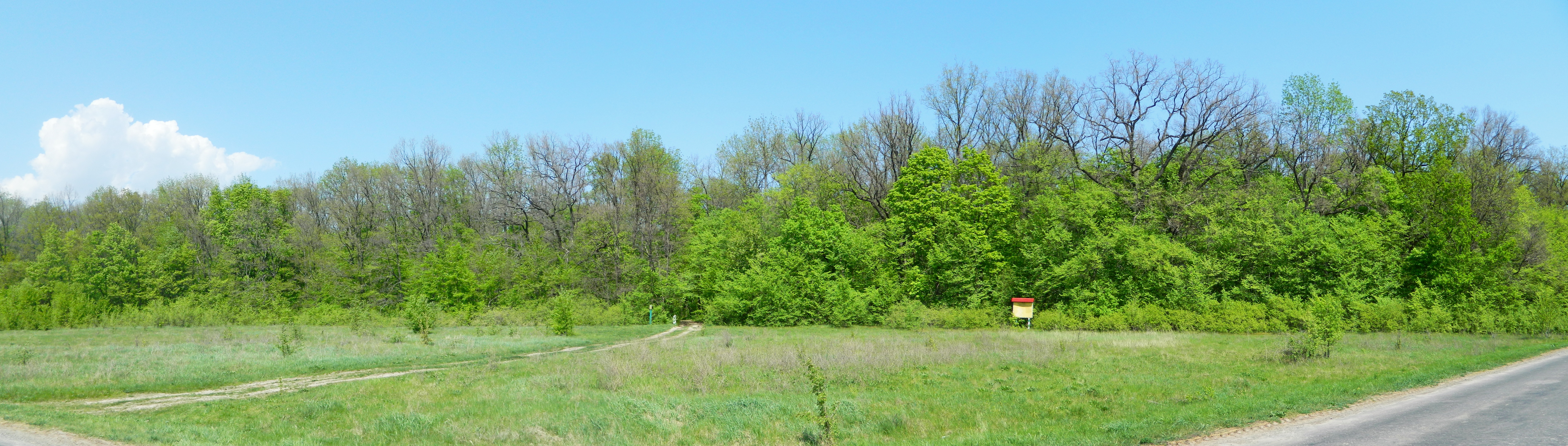
Парасоцький ліс із боку дороги Диканька — Михайлівка
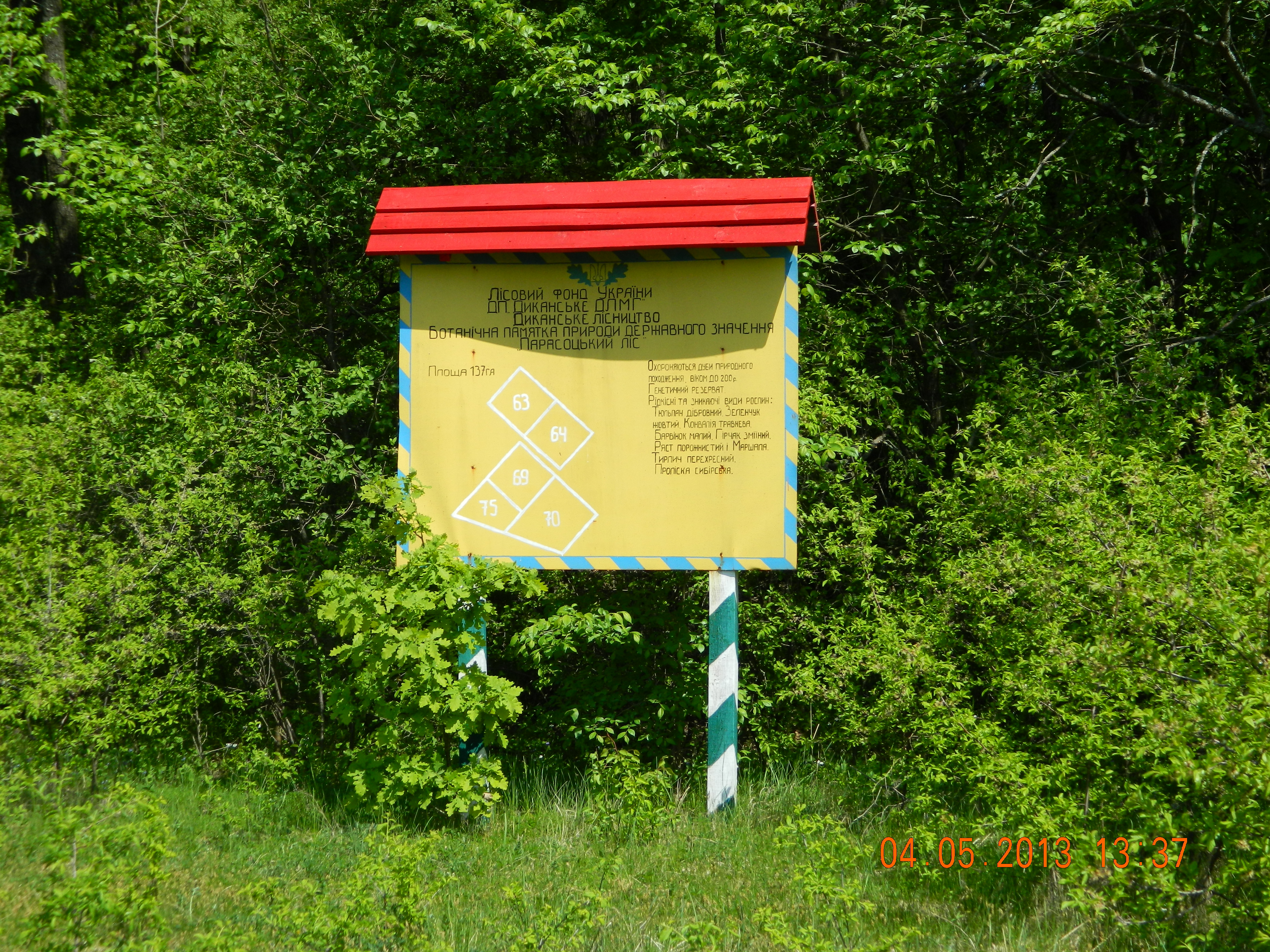
Парасоцький ліс. Інформаційний стенд на в'їзді у ліс
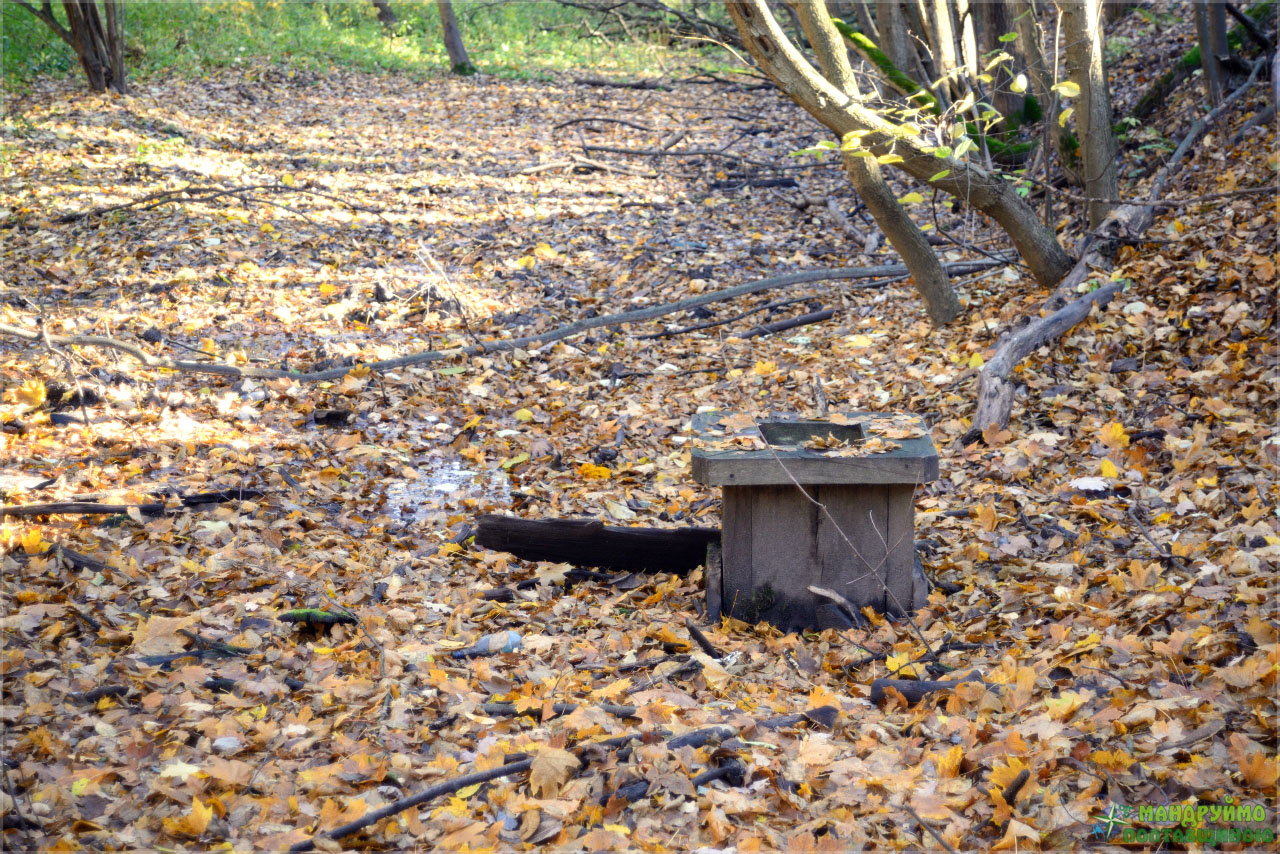
Криниця в Парасоцькому лісі
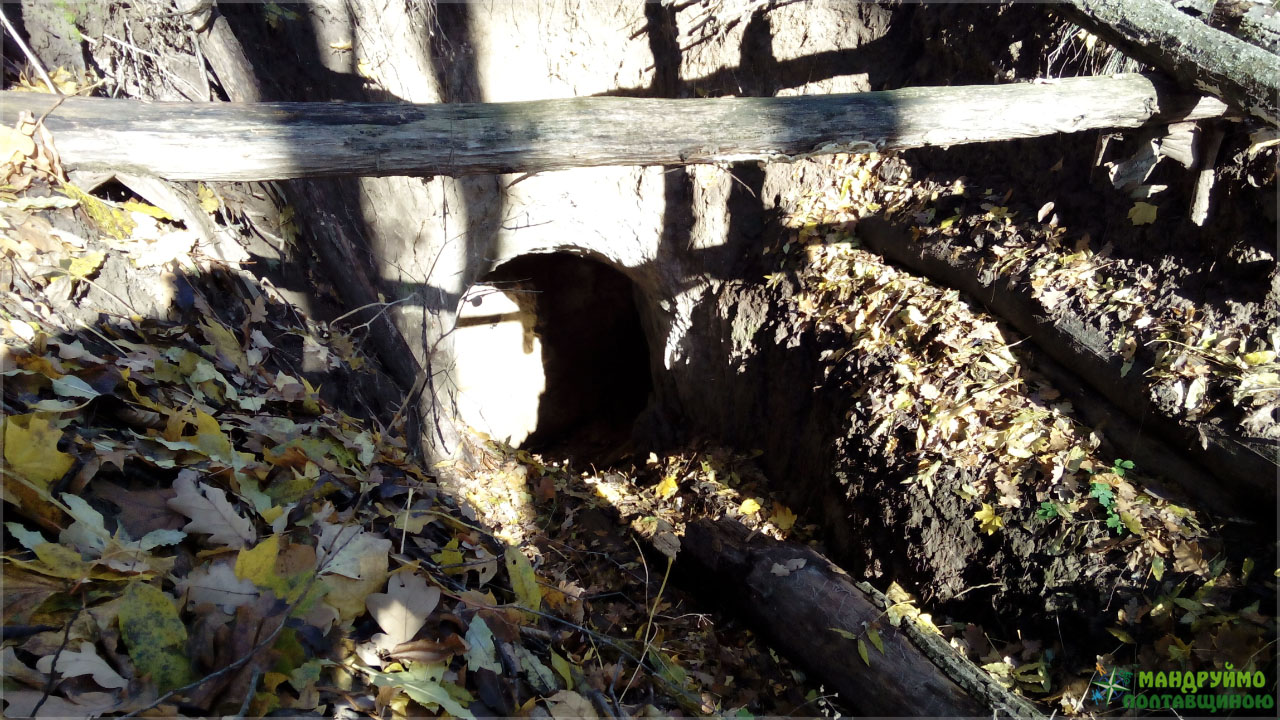
Чернечі печери
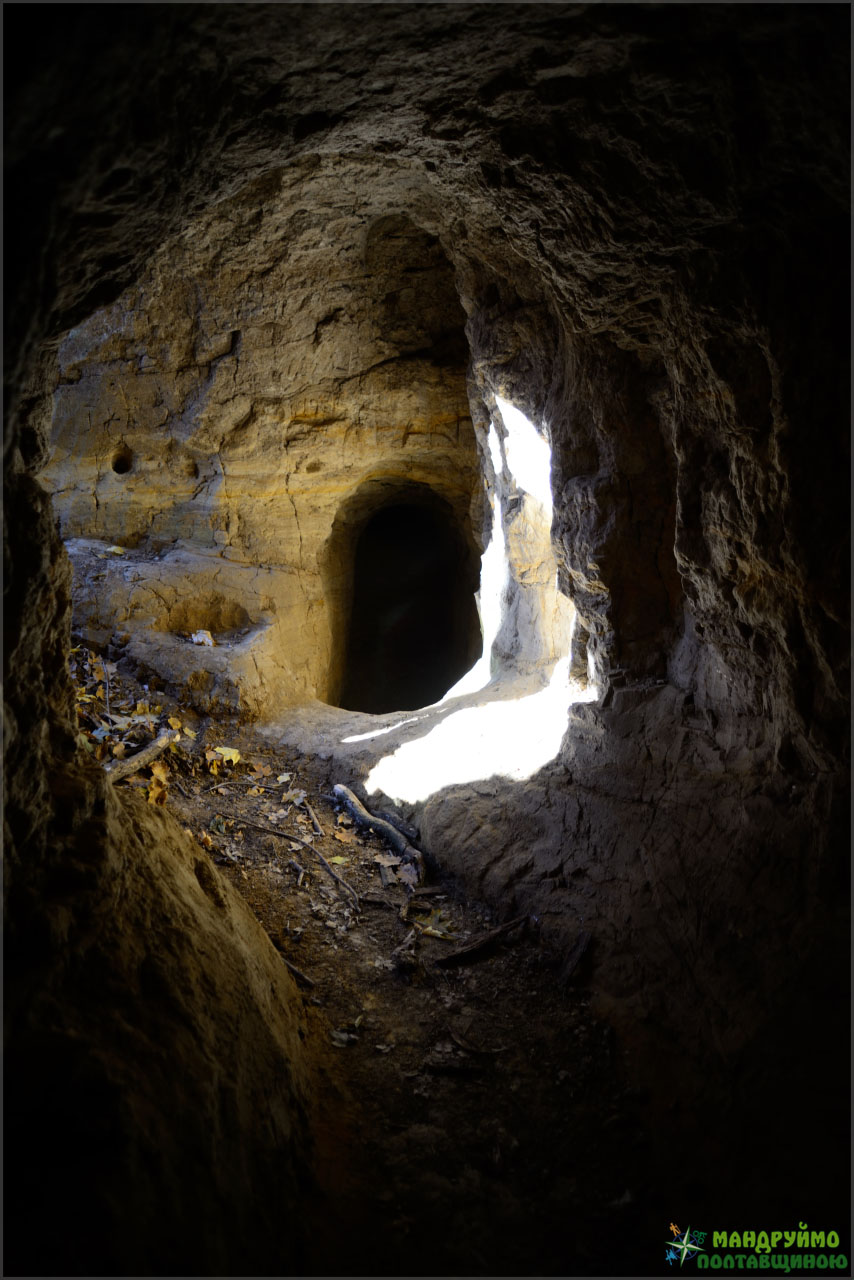
Чернечі печери
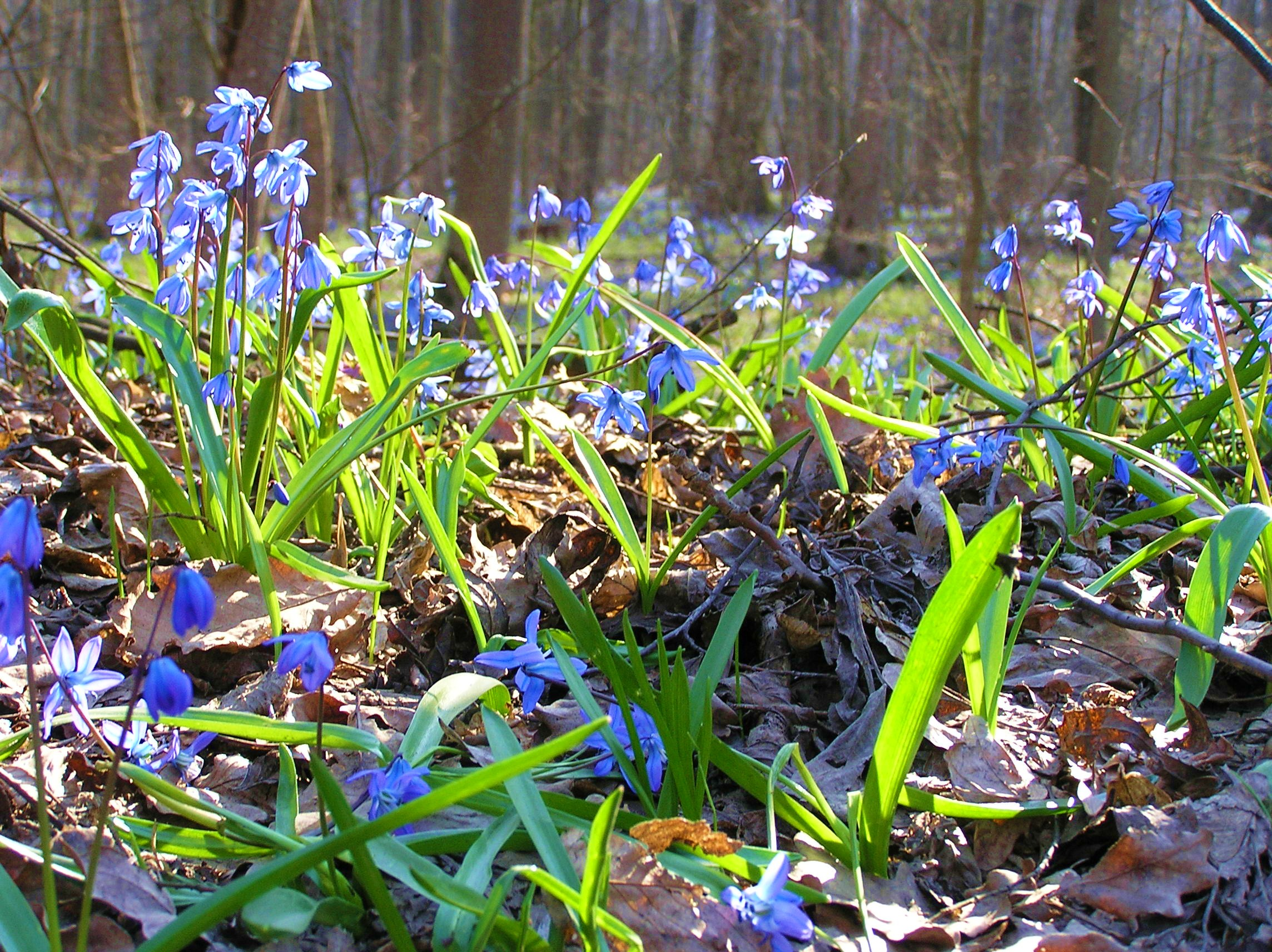
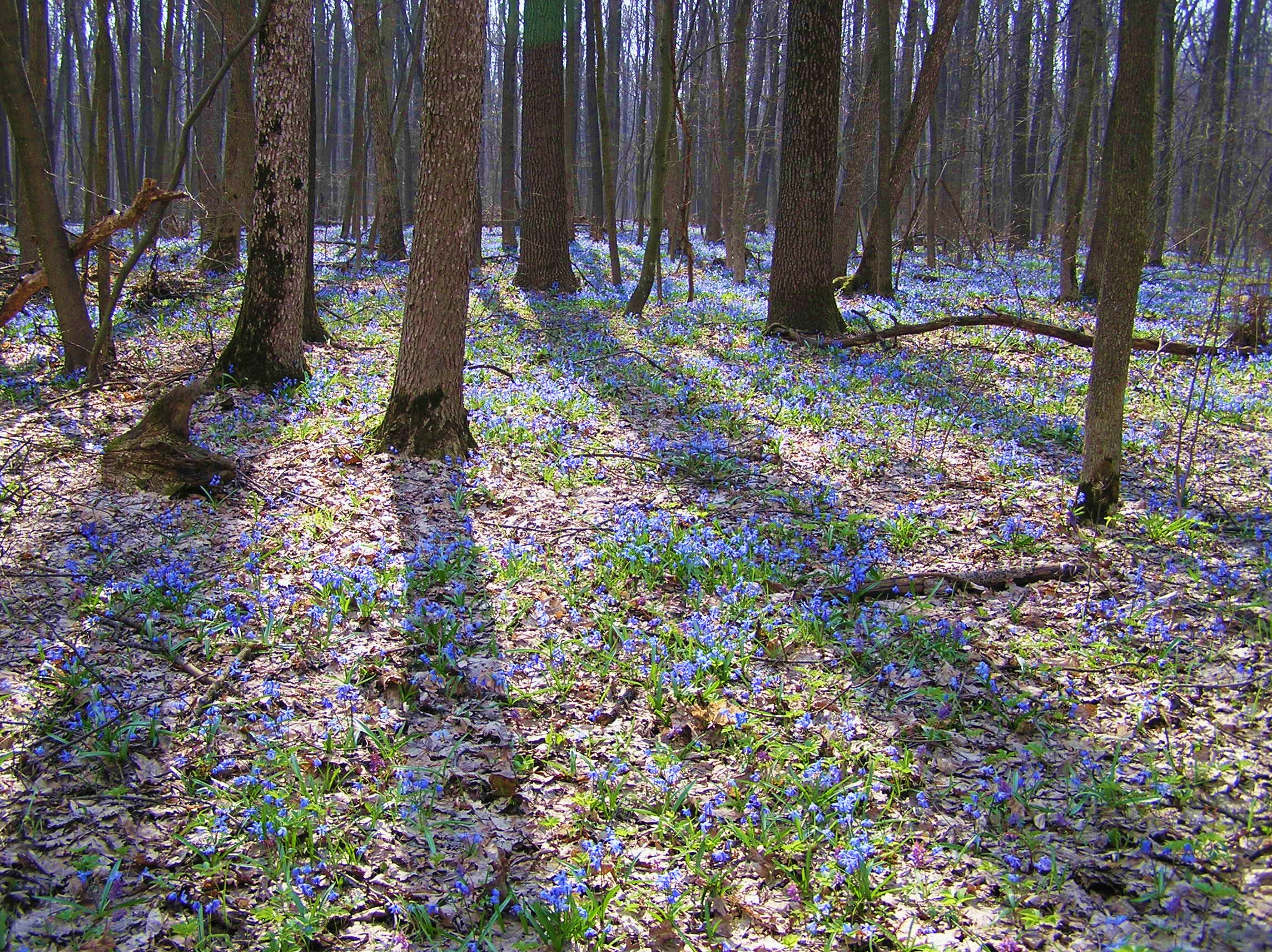